# Valerie Mizrahi
Valerie Mizrahi, auch Val Mizrahi, (* 1958 in Harare, Simbabwe) ist eine südafrikanische Molekularbiologin.

## Leben
Mizrahi wurde als Tochter von Morris und Etty Mizrahi in Harare in eine sephardische Familie geboren, die von der griechischen Insel Rhodos stammt. In Harare wuchs sie hebräisch- und spanisch-sprechend auf und besuchte dort die Schule.
Mizrahi hat zwei Töchter, ihr Vater ist Ehrenpräsident der Johannesburg Sephardi Hebrew Congregation (Versammlung der sephardischen Juden Johannesburg).

## Wissenschaftliche Laufbahn
Sie erwarb ihren Bachelor of Science in Chemie und Mathematik und den PhD in Chemie an der Universität Kapstadt. Von 1983 bis 1986 unternahm sie Postgraduierten-Studien an der Pennsylvania State University und arbeitete dann in der Forschungs- und Entwicklungsabteilung des Pharmazieunternehmens Smith, Kline & French. 1989 richtete sie eine Forschungsgruppe am South African Institute for Medical Research und der Witwatersrand-Universität ein, die bis 2010 dort existierte. Ihr Forschungsschwerpunkt war die Behandlung von Tuberkulose und Arzneimittelresistenzen. Von 2000 bis 2010 war sie eine International Research Scholar, von 2012 bis 2017 Senior International Research Scholar des Howard Hughes Medical Institute. 2011 wurde sie Direktorin des Institute of Infectious Disease and Molecular Medicine (Institut für Infektionskrankheiten und Molekularmedizin) an der Universität Kapstadt. Mizrahi ist Direktorin einer Forschungsgruppe des South African Medical Research Council und leitet den Zweig für  Biomedizinische Tuberkulose-Forschung des Exzellenzzentrums an der Universität Kapstadt. Sie ist Mitglied des wissenschaftlichen Beirats des Tuberkulose-Programms der Bill & Melinda Gates Foundation.
Mizrahi erhielt im Jahr 2000 als zweite Frau aus der Region Afrika den UNESCO-L’Oréal-Preis für Frauen in der Wissenschaft. Sie ist Mitglied der Royal Society of South Africa, der Academy of Science of South Africa, seit 2009 Mitglied American Academy of Microbiology und seit 2023 Mitglied der Royal Society. 2013 erhielt sie für ihre Tuberkulose-Forschung den Christophe Mérieux-Preis des Institut de France.

## Preise und Auszeichnungen
- 1990: Meiring Naude Medaille[10]
- 2000: UNESCO-L’Oréal-Preis für Frauen in der Wissenschaft
- 2006: Goldmedaille der South African Society for Biochemistry and Molecular Biology (südafrikanische Gesellschaft für Biochemie und Molekularbiologie)
- 2006:Distinguished Woman Scientist Award (Preis für herausragende Wissenschaftlerinnen) vom Department of Science and Technology (Ministerium für Wissenschaft und Technologie)
- 2007: Order of Mapungubwe in Silber
- 2013: Prix Christophe Mérieux
- 2018: Harry Oppenheimer Fellowship Award[11]
- 2025: Mitglied der American Academy of Arts and Sciences

## Veröffentlichungen (Auswahl)
- Effects of Pyrazinamide on Fatty Acid Synthesis by Whole Mycobacterial Cells and Purified Fatty Acid Synthase I. Helena I. Boshoff, Valerie Mizrahi, Clifton E. Barry. Journal of Bacteriology, 2002
- The impact of drug resistance on Mycobacterium tuberculosis physiology: what can we learn from rifampicin?. Anastasia Koch, Valerie Mizrahi, Digby F Warner. Emerging Microbes & Infections, 2014